# Hydrocefalus
Hydrocefalus of waterhoofd is een aandoening waarbij in de ventrikels te veel hersenvocht aanwezig is en de ventrikels vergroot zijn. De overmaat aan hersenvocht oefent druk uit op de hersenen, waardoor hersenfuncties kunnen worden aangetast. Volwassenen kunnen hierdoor last krijgen van hoofdpijn, migraine, dubbelzicht, verminderd evenwicht, incontinentie, problemen met lopen, persoonlijkheidsveranderingen of mentale retardatie. Bij baby's kan de omvang van de schedel sterk toenemen. Overige symptomen die gepaard gaan met hydrocefalus zijn braken, slaperigheid, insulten en zinking van de ogen.
Hydrocefalus kan aangeboren zijn, maar het is ook mogelijk een hydrocefalus op te lopen. Onder de aangeboren afwijkingen die hydrocefalus kunnen veroorzaken, vallen onder andere neuralebuisdefecten en vernauwing van het aquaduct van Sylvius. Ongeveer 1 à 2 op de 1000 baby's krijgt een waterhoofd. Hydrocefalus kan ook ontstaan als gevolg van hersenvliesontsteking, hersentumoren, traumatisch hersenletsel, intraventriculaire bloedingen en subarachnoïdale bloedingen.
Er bestaan drie soorten hydrocefalus: communicerend, niet-communicerend en normaledrukhydrocefalie. De diagnose wordt in de meeste gevallen gesteld aan de hand van medische beeldvorming.
Het verdrukken of beschadigen van hersenweefsel kan ook als gevolg hebben dat bijvoorbeeld het endocriene stelsel niet of nauwelijks meer kan functioneren zonder gestimuleerd te worden, waardoor er hormonale problemen ontstaan.

## Kenmerken en symptomen
Hydrocefalus kan zich op verschillende manieren uiten. In geval van acute verwijding van het ventrikelstelsel ontstaan meestal symptomen die gerelateerd zijn aan een verhoogde druk binnen de schedel (intracraniële druk). Op de lange termijn zijn de kenmerken minder duidelijk.
De verhoogde intracraniële druk uit zich onder andere in de volgende symptomen: hoofdpijn, braken, misselijkheid, papilloedeem, slaperigheid of coma.

## Oorzaken
Een waterhoofd kan ontstaan voor de geboorte (aangeboren afwijking):
- door erfelijke aandoeningen
- besmettelijke ziekten van de moeder tijdens de zwangerschap (bijvoorbeeld toxoplasmose)

Een waterhoofd kan ook het gevolg zijn van een ongeval. In alle gevallen ontstaat het waterhoofd door een belemmering in de natuurlijke afvloeimogelijkheid van het hersenvocht of door een te grote productie van het hersenvocht, dit kan op verschillende niveaus optreden.

## Behandeling
De druk kan mechanisch genormaliseerd worden door het plaatsen van een buisje (drain, cerebrale shunt), waardoor het vocht kan worden afgevoerd. Een voorbeeld is een ventriculoperitoneale drain(age) (VPD, VP-drain) van hersen- naar buikholte, zie Ventrikeldrain.
In geval van besmetting tijdens de zwangerschap kan er vaak medicamenteus ingegrepen worden. Tegenwoordig kan met een endoscopische operatie de vloer van de derde ventrikel worden geopend, deze operatie heet endoscopische derde-ventriculostomie. Zo wordt een natuurlijke bypass gemaakt en is een drain niet meer nodig.

## Preventie
Men kan voor een aantal oorzaken van hydrocefalus preventief optreden. Zie ook toxoplasmose.